# Maniobras básicas de combate aéreo
Las «maniobras básicas de combate» (BFM) son movimientos tácticos realizados por aviones de combate durante las maniobras de combate aéreo (ACM, también llamadas «combates aéreos»), con el fin de obtener una ventaja posicional sobre el oponente.  Las BFM combinan los fundamentos de la vuelo aerodinámico y la geometría de la persecución, con la física de la gestión de la relación energía-masa del avión, denominada energía específica.

## Introducción
Las maniobras básicas de combate (BFM) son acciones que realiza un avión de combate durante las maniobras de combate aéreo, conocidas históricamente como combate aéreo. El desarrollo de las BFM comenzó con los primeros aviones de combate, durante la Primera Guerra Mundial, y continuó en cada guerra posterior, adaptándose a los cambios en las armas y las tecnologías.
Las maniobras básicas de combate consisten en una serie de giros tácticos, barrenas y otras acciones para situarse detrás o por encima del enemigo antes de que este pueda hacer lo mismo. Las BFM son maniobras universales que pueden realizarse en casi cualquier avión de combate y suelen considerarse maniobras de entrenamiento. El entrenamiento suele comenzar con pilotos que vuelan el mismo tipo de avión, enfrentando únicamente sus habilidades. En el entrenamiento avanzado, los pilotos aprenden a volar contra oponentes en diferentes tipos de aviones, por lo que deben aprender a hacer frente a diferentes ventajas tecnológicas, lo que se asemeja más al combate real. En las maniobras de combate aéreo real, pueden ser necesarias variaciones de estas maniobras básicas, dependiendo de los diferentes tipos de aviones involucrados, los sistemas de armas que utiliza cada bando y el número de aviones involucrados. 
Las BFM se utilizan en el ámbito tridimensional del combate aéreo, donde las maniobras no se limitan a simples giros bidimensionales, como en una persecución en coche. Las BFM no solo dependen del rendimiento de giro de la aeronave, sino también de la capacidad del piloto para encontrar un equilibrio entre la velocidad aérea (energía cinética) y la altitud (energía potencial) para mantener un nivel de energía que permita al caza seguir maniobrando con eficacia. El BFM también depende de la comprensión que tenga el piloto de la geometría de la persecución en el ámbito tridimensional, donde diferentes ángulos de aproximación pueden provocar diferentes velocidades de cierre. El piloto de caza utiliza estos ángulos no solo para situarse dentro del alcance de las armas, sino también para evitar el sobrepaso, que consiste en volar por delante del adversario, lo que se denomina «sobrepaso de la línea alar», o cruzar la trayectoria de vuelo del enemigo, lo que se denomina «sobrepaso de la trayectoria de vuelo».
El piloto de caza que se encuentra en la posición más ventajosa suele estar por encima o por detrás del oponente, y se le denomina comúnmente «atacante». Por el contrario, el piloto que se encuentra en la posición desventajosa suele estar por debajo o por delante del oponente, y se le denomina «defensor». La mayoría de las maniobras son ofensivas, como el «ataque en barril», el «yo-yo alto», el «yo-yo bajo» y el «lag roll». Las maniobras defensivas consisten más a menudo en girar de forma muy agresiva para evitar las armas del atacante, con maniobras como el «break» y la «defensa yo-yo alto»; a veces se estrecha el giro, otras se relaja y otras se invierte. El defensor suele maniobrar para forzar un sobrepaso o para ampliar el alcance lo suficiente como para zambullirse y escapar. Sin embargo, el defensor utiliza otras maniobras «desesperadas» cuando el atacante logra una solución de disparo o cuando la energía del defensor se agota y no puede mantener el rendimiento máximo de giro, como la «defensa con armas» o la «espiral defensiva».

## Historia
El desarrollo de las maniobras básicas de combate aéreo comenzó durante la Primera Guerra Mundial, con maniobras como el «Immelmann», llamado así por el piloto alemán Max Immelmann, el «break» y el «barrel roll». El Immelmann moderno difiere de la versión original, que ahora se denomina giro de pérdida o «giro martillo». El giro Immelmann fue una maniobra eficaz en la primera parte de la guerra, pero a medida que avanzó la tecnología aeronáutica y los motores de los cazas se hicieron más potentes, se convirtió en una maniobra peligrosa, ya que el adversario podía ascender y disparar a los cazas alemanes cuando estos se encontraban casi inmóviles en la parte superior del giro.
Billy Bishop, el mejor as canadiense de la Primera Guerra Mundial, describió un break:

Observando atentamente por encima del hombro y calculando el momento en que abrirá fuego, giras rápidamente tu máquina para volar en ángulo recto con respecto a él. Sus balas generalmente pasarán detrás de ti durante la maniobra. 

Durante la Primera Guerra Mundial, debido a la baja potencia de los primeros aviones, los movimientos verticales eran difíciles y las maniobras prolongadas provocaban una pérdida de energía. El combate tendía a degenerar en ataques individuales, los clásicos «combates aéreos». Una maniobra específica que surgió fue el Lufbery defensivo, en el que varios aviones aliados volaban en círculo para que cualquier atacante que intentara posicionarse contra uno de los aviones volara directamente delante del avión que tenía detrás. A medida que los motores se hicieron más potentes, se pudieron utilizar tácticas tridimensionales para contrarrestar el estancamiento del Lufbery, y en la Segunda Guerra Mundial ya no era eficaz.
El desarrollo continuó a lo largo de cada guerra, a medida que los aviones y los sistemas de armamento se volvían más avanzados. Maniobras como la «dispersión de combate» fueron ideadas por primera vez por pilotos como Werner Mölders durante la Guerra Civil Española. Una forma simple y sin giros del yo-yo bajo se describe en la descripción de John T. Godfrey de su primer derribo, pilotando un Republic P-47 Thunderbolt sobre Europa durante la Segunda Guerra Mundial:

Con la respiración entrecortada, observé el 109 entre los claros de las nubes mientras descendía en picado. A 12 000 pies, nivelé el avión y lo observé delante de mí. Al descender, había ganado velocidad y ahora alcanzaba los 550 millas por hora. Estaba a unos 500 pies por debajo de él y me acercaba rápidamente. «Rápido, tengo tiempo». Miré a mi alrededor, detrás y por encima de mí, para asegurarme de que ningún otro [alemán] estaba haciendo lo mismo conmigo. Mi velocidad estaba disminuyendo, pero aún tenía suficiente para ganar esos 500 pies adicionales y situarme 200 yardas detrás de él. El 109 volaba recto como una flecha, sin zigzaguear. Cuando su avión llenó mi punto de mira, apreté el [gatillo].

Muchas de las técnicas modernas de gestión de la energía, que se utilizan en maniobras como los Yo-Yos, solo se describieron científicamente después de que John R. Boyd desarrollara su teoría de la maniobrabilidad energética durante la guerra de Vietnam. Aun así, según cita el Comando de Entrenamiento Aéreo de la Marina de los Estados Unidos, «1) Los fundamentos del ACM no han cambiado desde los inicios de la aviación, y 2) Un piloto de combate debe mantener una agresividad constante para tener éxito. Como diría el Barón Rojo: «Todo lo demás es basura»».

## Entrenamiento

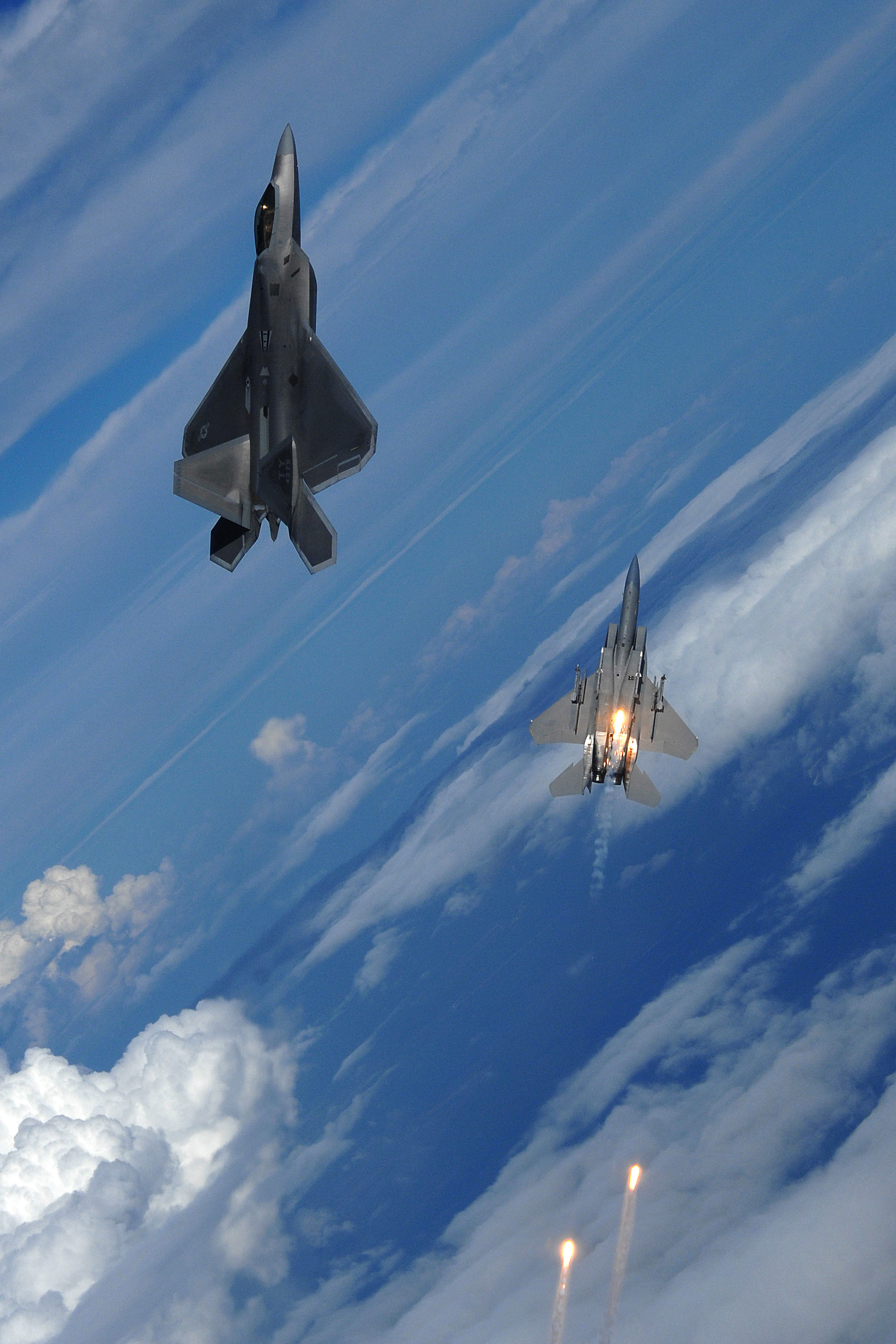
Un F-22 Raptor (izquierda) durante maniobras de entrenamiento contra un F-15E Strike Eagle.

Las maniobras básicas de combate (BFM) son utilizadas por los pilotos de combate durante un combate aéreo para obtener una ventaja posicional sobre el adversario. Los pilotos deben tener un profundo conocimiento no solo de las características de rendimiento de su propio avión, sino también de los adversarios, aprovechando sus propias fortalezas y explotando las debilidades del enemigo. Los pilotos necesitan buena vista, conciencia situacional y la capacidad de maniobrar contra un adversario en tres dimensiones. Las BFM se agrupan generalmente en dos categorías:
- BFM primarias
- BFM relativas

Las maniobras primarias son aquellas que se realizan sin tener en cuenta la posición del enemigo. A menudo se trata de maniobras sencillas, como ascensos, giros, aileron rolls, slow rolls y rudder rolls. Las maniobras relativas se realizan en relación con el movimiento de otra aeronave. A menudo son más complejas e incluyen maniobras de ahorro de energía, como los yo-yos altos y bajos, y maniobras de reposicionamiento, como los giros de desplazamiento.  Es fácil caer en la trampa de considerar las BFM como una serie de maniobras fijas que proporcionan una receta infalible para alcanzar una posición dominante. La realidad es que el BFM es una serie de acciones proactivas y reactivas fluidas y a menudo improvisadas, que varían infinitamente según el alcance, la altitud, la velocidad, el tipo de aeronave, el tipo de sistema de armas y cualquier otro de una enorme variedad de factores. Una táctica extremadamente exitosa un día puede dar resultados desafortunados si se repite al día siguiente, y los pilotos suelen atribuir la suerte como factor principal. 
El BFM se considera normalmente como maniobras individuales, mientras que el ACM se aplica a las tácticas que subyacen al combate aéreo en su conjunto.  En el entrenamiento militar, el BFM se lleva a cabo a menudo contra un adversario en el mismo tipo de avión. Esto permite al piloto volar contra una máquina con valores de rendimiento conocidos y permite a la tripulación aérea desarrollar su conciencia de conceptos importantes como la imagen visual, las velocidades de aproximación y las velocidades de línea de visión, que son señales para tener éxito en el ámbito visual. Esto también permite a los pilotos desarrollar sus habilidades de BFM entre ellos, sin que ninguno tenga una ventaja tecnológica particular.
El entrenamiento en combate aéreo con aviones diferentes (DACT) consiste en maniobras avanzadas realizadas por aviones de dos tipos distintos (como el F-16 contra el F/A-18). Este entrenamiento es valioso porque ninguno de los pilotos conoce bien las capacidades y características de rendimiento del otro avión y, por lo tanto, deben basarse en los principios fundamentales del BFM y en sus habilidades de evaluación y toma de decisiones para maniobrar y situarse en una posición ventajosa frente a su oponente. En este tipo de entrenamiento, las ventajas de un tipo de caza pueden diferir mucho de las del otro, por lo que los pilotos aprenden a perfeccionar sus habilidades de BFM para aprovechar las debilidades del oponente. Utilizando el BFM como base para maniobras con múltiples aviones, como el finger four, el loose deuce y el Thach weave, los pilotos aprenden a maniobrar en situaciones de uno contra uno, uno contra dos, dos contra dos, dos contra muchos o incluso uno contra muchos. Este tipo de entrenamiento, introducido durante las últimas etapas de la escuela de vuelo, se parece más al combate real y es el más beneficioso para la tripulación aérea una vez que se dominan las habilidades básicas de BFM.

## Principios

### Energía específica
La energía es un factor primordial en el control y la maniobrabilidad de una aeronave. Si un atacante tiene demasiada energía, puede ser fácil entrar en su radio de acción, pero difícil evitar un sobrepaso. Si tiene muy poca energía, es posible que el atacante no pueda entrar en su radio de acción. Si el defensor tiene más energía que el atacante, es posible escapar, pero si tiene muy poca energía, el defensor perderá maniobrabilidad.
En aviación, el término «energía» no se refiere al combustible ni al empuje que produce. En su lugar, el empuje se denomina «potencia». La energía es el estado de la masa del caza en un momento dado y es el resultado de la potencia. La energía se presenta en dos formas: cinética y potencial. La energía cinética es una función de la masa y la velocidad del caza, mientras que la energía potencial es una función de su masa, la gravedad y la altitud. La energía potencial y cinética combinadas se denominan energía total. Dado que el paquete de energía es la combinación de masa, velocidad y altitud, un caza que vuela a baja altitud pero a alta velocidad puede tener la misma energía total que un caza de igual masa, pero que vuela a baja velocidad y a gran altitud.
Uno de los datos que se introducen en la fórmula de la energía total es la masa del objeto, en este caso el avión. Esto significa que dos aviones que vuelan en condiciones idénticas de velocidad y altitud tendrán diferente energía; el avión más pesado tendrá más energía. Sin embargo, esto no implica que el avión más pesado sea más maniobrable, ya que esa masa requerirá más energía para acelerar. Por esta razón, una medida más útil es la energía específica, la energía por unidad de peso. Las aeronaves más ligeras suelen tener una energía específica más alta para unas condiciones operativas determinadas.
El estado energético puede modificarse mediante la aplicación de potencia. Las aeronaves más pesadas necesitarán más potencia para cambiar su estado energético, por lo que dos aeronaves con la misma energía no tendrán la misma maniobrabilidad. Esto da lugar al concepto de «potencia específica», de la misma manera que la energía específica. Para cualquier condición operativa dada, por ejemplo, una velocidad y una altitud seleccionadas, cualquier aeronave dada necesitará una cierta cantidad de potencia simplemente para mantener esas condiciones, debido en gran parte a los efectos de la resistencia. Esto da lugar al concepto de «potencia específica excedente», la cantidad de potencia adicional disponible para una aeronave por encima de la potencia necesaria para mantener esas condiciones de vuelo.
La potencia específica excedente se expresa normalmente para una aeronave que vuela en línea recta y a nivel. Girar requiere un gasto de energía, tanto para cambiar el estado energético de la aeronave como debido a la resistencia inducida adicional que se crea naturalmente como efecto secundario de generar la fuerza de sustentación necesaria para cambiar de dirección. Esto implica que una aeronave con mayor potencia específica excedente tiene un mayor rendimiento de maniobrabilidad sostenida. Este concepto general se conoce como «maniobrabilidad energética».
La maniobrabilidad no es únicamente un factor de energía o potencia específica, hay muchos otros factores, como la eficiencia de la plataforma alar para generar sustentación o los límites de carga de la aeronave, que pueden limitar la maniobrabilidad de formas que no están directamente relacionadas con el peso y la potencia. Esto hace que aeronaves diferentes tengan tipos de rendimiento muy distintos en diversas maniobras. Por ejemplo, una aeronave con un empuje elevado en relación con su peso puede tener un exceso de potencia específica elevado, pero sufrir un arrastre inducido muy alto durante los giros, lo que era muy común en las aeronaves con alas en delta, por ejemplo; en cuyo caso, intentará evitar los giros y, en su lugar, utilizará las subidas y las picadas en su beneficio. A estos aviones se les denomina «cazas energéticos». Otros, normalmente aquellos con menor carga alar, pueden tener menos potencia excedente, pero son capaces de realizar giros sin perder tanta energía, y se les denomina «cazas angulares» o «cazas de combate».
Cuando dos aviones se encuentran en combate, pueden tener diferentes estados de energía y retención de energía. Normalmente, el caza con mayor energía y mejor retención realizará un «movimiento energético», como un yo-yo alto para mantener la ventaja energética, mientras que el caza en desventaja energética (caza angular) realizará un «movimiento angular», como un giro brusco, tratando de utilizar la energía del oponente en su propio beneficio.

### Gestión de la energía
En combate, un piloto se enfrenta a diversos factores limitantes. Algunas limitaciones son constantes, como la gravedad, la integridad estructural y la relación empuje-peso. Otras limitaciones varían con la velocidad y la altitud, como el radio de giro, la velocidad de giro y la energía específica de la aeronave. El piloto de combate utiliza el BFM para convertir estas limitaciones en ventajas tácticas. Una aeronave más rápida y pesada puede no ser capaz de evadir a una aeronave más maniobrable en un combate con giros, pero a menudo puede optar por romper el combate y escapar en picado o utilizando su empuje para obtener una ventaja de velocidad. Un avión más ligero y maniobrable no suele poder optar por escapar, sino que debe utilizar su radio de giro más pequeño a velocidades más altas para evadir las armas del atacante e intentar rodearlo por detrás.
El BFM es una serie constante de compensaciones entre estas limitaciones para conservar el estado energético específico del avión. Incluso si no hay una gran diferencia entre los estados energéticos de los aviones en combate, la habrá tan pronto como el atacante acelere para alcanzar al defensor. Sin embargo, la energía potencial se puede intercambiar fácilmente por energía cinética, por lo que un avión con ventaja en altitud puede convertir fácilmente la energía potencial en velocidad. En lugar de aplicar empuje, un piloto puede utilizar la gravedad para proporcionar un aumento repentino de la velocidad, picando, a costa de la energía potencial que se almacenaba en forma de altitud. Del mismo modo, al ascender, el piloto puede utilizar la gravedad para reducir la velocidad, conservando la energía cinética del avión al convertirla en altitud. Esto puede ayudar al atacante a evitar un overshoot, al tiempo que mantiene la energía disponible en caso de que se produzca.

### Rendimiento en virajes
Tanto la velocidad de giro (grados por segundo) como el radio de giro (diámetro del giro) aumentan con la velocidad, hasta alcanzar la «velocidad de maniobra» o «velocidad en curva». La velocidad en las curvas se define como la velocidad mínima a la que se puede generar la carga de fuerza G máxima sostenible (la carga a la que la potencia es igual a la resistencia), y varía en función del diseño estructural del caza, las características de carga alar, el peso (incluido el peso añadido de los misiles, los tanques de combustible, etc.) y la capacidad de empuje. A menudo se encuentra en el rango de (290–460 mph; 460–740 km/h). La carga máxima sostenible que puede generar la aeronave también varía, pero suele estar entre 3 y 5 g. A la velocidad de viraje, el caza puede alcanzar su velocidad de giro máxima, volando justo al límite de la turbulencia (la turbulencia que precede a una pérdida). Por debajo de esta velocidad, la aeronave se verá limitada a volar con g más bajos, lo que provocará una disminución de la velocidad de giro. Si el piloto intenta «tirar» más g, la aeronave sufrirá sacudidas y entrará en pérdida aerodinámica. Por otro lado, si el caza vuela por encima de su velocidad en las curvas, podrá alcanzar g más altos, pero al hacerlo perderá velocidad debido al exceso de resistencia creado. Girar con la carga máxima sostenible a velocidades superiores a la velocidad en las curvas dará lugar a un aumento del radio de giro, lo que, a su vez, provocará una disminución de la velocidad de giro.
La «velocidad de giro instantánea» describe los giros que superan la carga máxima sostenible. Estos giros pueden alcanzar hasta 9 g antes de que el piloto comience a perder el conocimiento (G-LOC). Estos giros pueden tener un radio de giro muy pequeño, pero provocan una pérdida de energía, ya sea en forma de velocidad o de altitud. Por lo tanto, estos giros son insostenibles y provocan que el caza pierda una gran cantidad de velocidad, llegando en ocasiones a la velocidad de pérdida en tan solo un cuarto de giro. Por encima de la velocidad de giro máxima sostenida, la resistencia aerodinámica supera el empuje máximo del motor (la aeronave tiene «potencia excedente» nula), lo que significa que se perderá energía específica de la aeronave incluso aplicando toda la potencia del motor. Solo girando la aeronave a su mejor «velocidad de giro sostenida» puede la aeronave mantener su energía específica. Sin embargo, las situaciones de combate pueden requerir un cambio en la energía, y la energía también puede aumentarse tirando menos que la carga de fuerza g máxima sostenida.
Para realizar correctamente el BFM se requiere tanto geometría como habilidad y resistencia. Los pilotos deben conocer la velocidad en las curvas de su aeronave, así como los ángulos de inclinación (AOB) y los ángulos de ataque (AOA) óptimos, sin pensar conscientemente en ellos. Lo más importante es que el piloto debe ser consciente del ángulo de cruce de la trayectoria (TCA), también llamado ángulo de desviación, que es el ángulo entre las trayectorias de vuelo, y el ángulo de desviación de la cola (AOT), también llamado ángulo de aspecto, que es el ángulo entre la trayectoria de vuelo del defensor y una línea entre el defensor y el atacante. Un TCA alto provoca una alta tasa de cierre, pero hace casi imposible alcanzar una solución adecuada con las armas. Conseguir un AOT y un TCA bajos (colocarse en la cola del enemigo) suele ser el objetivo principal antes de que se produzca un overshoot. Un defensor poco cooperativo puede intentar aprovechar la alta tasa de cierre girando para aumentar el TCA, lo que obliga a realizar un overshoot.

### Curvas de persecución

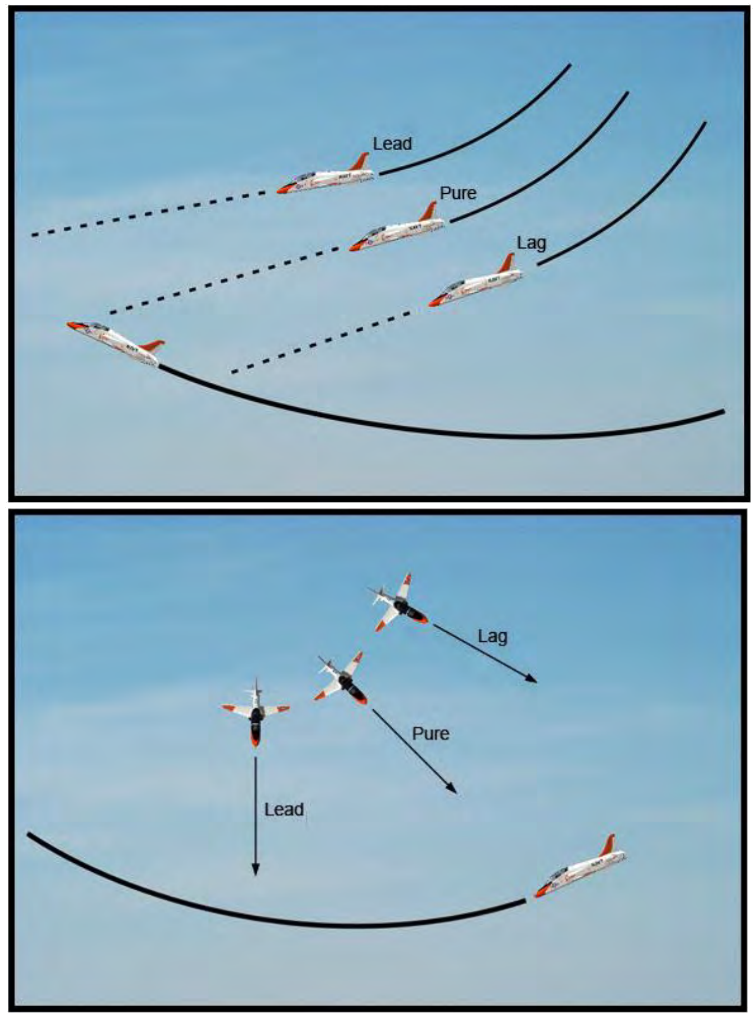
Curvas de persecución pura, de ventaja y de retraso.
Arriba: En el plano. Abajo: Fuera del plano

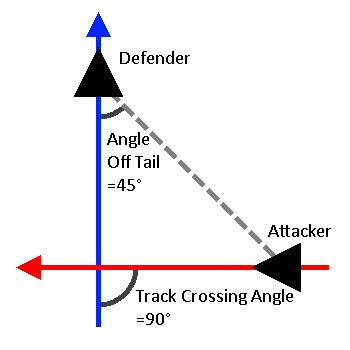
Una visualización del TCA y el AOT.

Para realizar correctamente el BFM se requiere tanto geometría como habilidad y resistencia. Los pilotos deben conocer la velocidad en las curvas de su aeronave, así como los ángulos de inclinación (AOB) y los ángulos de ataque (AOA) óptimos, sin pensar conscientemente en ellos. Lo más importante es que el piloto debe ser consciente del ángulo de cruce de la trayectoria (TCA), también llamado ángulo de desviación, que es el ángulo entre las trayectorias de vuelo, y el ángulo de desviación de la cola (AOT), también llamado ángulo de aspecto, que es el ángulo entre la trayectoria de vuelo del defensor y una línea entre el defensor y el atacante. Un TCA alto provoca una alta tasa de cierre, pero hace casi imposible alcanzar una solución adecuada con las armas. Conseguir un AOT y un TCA bajos (colocarse en la cola del enemigo) suele ser el objetivo principal antes de que se produzca un overshoot. Un defensor poco cooperativo puede intentar aprovechar la alta tasa de cierre girando para aumentar el TCA, lo que obliga a realizar un overshoot.
El TCA se define por la trayectoria real de ambos aviones, pero a menudo se estima mediante el ángulo de cruce de rumbo (HCA), definido por el rumbo de la nariz de la aeronave atacante en relación con la nariz de la aeronave defensora. Las TCA se agrupan generalmente en tres categorías, denominadas «curvas de persecución». La «persecución en cabeza» se produce cuando el morro del atacante apunta por delante del defensor, mientras que la «persecución pura» se produce cuando el morro del atacante apunta directamente al defensor. Si el morro del atacante apunta por detrás del defensor, la condición se conoce como «persecución en cola».

#### Persecución en cabeza
El objetivo principal de la persecución en cabeza es cerrar el ángulo, incluso cuando se persigue a un oponente más rápido. El bajo TCA que se presenta durante la persecución en cabeza permite al atacante reducir rápidamente la separación frontal, lateral y vertical entre las aeronaves, simplemente recorriendo una trayectoria más corta. Sin embargo, la persecución en cabeza provoca que el AOT aumente rápidamente si el defensor está girando más que el atacante. Esto hace que la velocidad de cierre también aumente y, en un intento por evitar un rebasamiento, el atacante tendrá que realizar un giro cada vez más cerrado al acercarse al defensor.
Un atacante en persecución en cabeza se encuentra bien dentro del campo de visión trasero del defensor. A menos que el defensor tenga suficiente ventaja en velocidad para escapar relajando el giro y cayendo en un picado poco pronunciado, es probable que el defensor gire bruscamente en un intento por aumentar el AOT, lo que obligará al atacante a girar aún más, a sobrepasar el objetivo o a realizar una maniobra fuera del plano horizontal para compensar.
La persecución en cabeza se utiliza durante los ataques con armas de fuego, ya que la rapidez del combate exige que los cañones del avión apunten a un punto del espacio situado delante del defensor, donde se encontrará el enemigo cuando lleguen las balas. Esto se denomina «adelantar al objetivo». La persecución con ventaja presenta dificultades para el atacante a la hora de mantener a la vista al oponente, ya que el morro del avión atacante se convierte en un obstáculo para la visión del piloto.

#### Persecución pura
Al igual que la persecución con ventaja, la persecución pura se utiliza para cerrar el combate. Sin embargo, el cierre no es tan rápido, ni tampoco lo es la tasa de aumento del AOT. Esto no es tan eficaz contra un oponente que se mueve más rápido, por lo que el atacante puede necesitar acelerar para mantener la persecución pura. La persecución pura se utiliza cuando se adquiere un bloqueo de misiles para misiles con buscadores enjaulados. Esto coloca al atacante más atrás del defensor y le presenta al defensor la menor superficie visible. Esto complica las maniobras evasivas, ya que solo se ve la parte delantera del avión atacante. 

#### Persecución con retraso

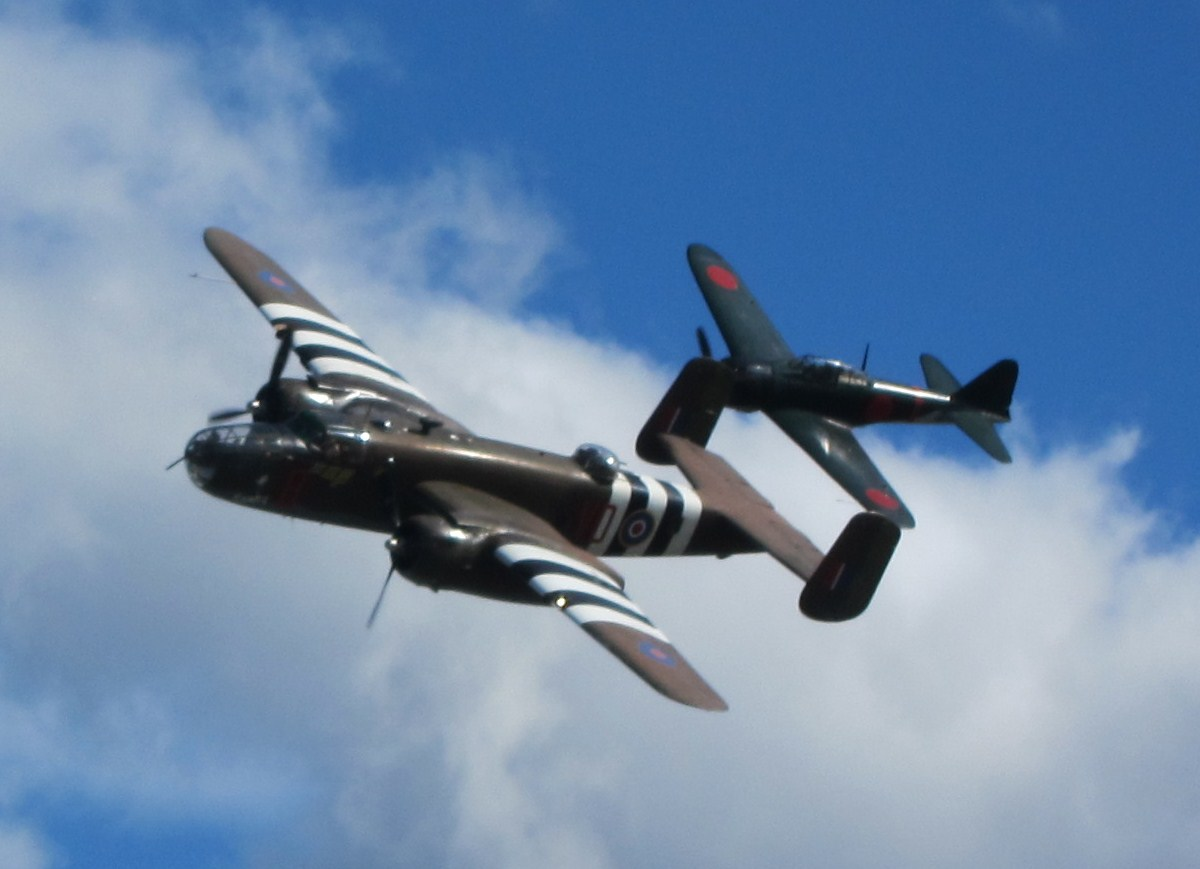
Un A6M3 Zero japonés en persecución con retraso por el lado frío detrás de un B-25 Mitchell estadounidense.

La persecución con retraso se utiliza para detener o invertir la velocidad de aproximación y reducir el ángulo de aspecto, al tiempo que permite al atacante mantener o aumentar la separación hacia delante (también llamada separación entre morro y cola, o morro a cola). Siguiendo el radio de giro del defensor, el atacante puede mantener o aumentar la energía mientras obliga al defensor a girar a una velocidad que agota la energía.
El retraso en el «lado caliente» se produce cuando hay una gran separación hacia delante entre las aeronaves, mostrando la parte superior del caza defensor. Esto coloca al atacante en la vista trasera del defensor, y la defensa habitual es estrechar el giro. El retraso en el «lado frío» se produce cuando hay poca separación entre el morro y la cola, dejando a la vista la parte inferior del caza defensor. Esto coloca al atacante en el punto ciego del defensor, y la defensa habitual es invertir el giro. A menos que el defensor sea notablemente más maniobrable y la separación lateral sea la adecuada, la persecución con retraso no puede mantenerse durante mucho tiempo, lo que provoca que el AOT disminuya hasta que se presenta una solución de disparo adecuada.

### Maniobras fuera del plano

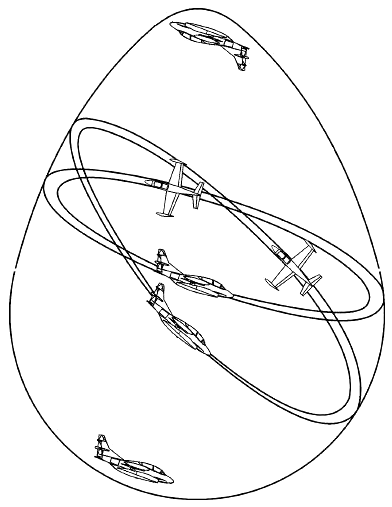
Aviones en maniobra, mostrando giros oblicuos y verticales.

Las maniobras rara vez se realizan en planos estrictamente verticales u horizontales. La mayoría de los giros contienen cierto grado de «cabeceo» o «corte». Durante un giro en un plano oblicuo, se produce un giro de cabeceo cuando el morro del avión apunta por encima del horizonte, lo que provoca un aumento de la altitud. Un giro de corte se produce cuando el morro apunta por debajo del horizonte, lo que provoca una disminución de la altitud. El objetivo no es solo dificultar el seguimiento del avión por parte del enemigo, sino también aumentar o disminuir la velocidad mientras se mantiene la energía.
Una maniobra fuera del plano aumenta este efecto, al desviar el caza hacia un nuevo plano de vuelo. Aumentar el ángulo de cabeceo o el corte puede proporcionar rápidamente un cambio en la velocidad, que puede revertirse con la misma rapidez volviendo al plano de vuelo original. Las maniobras fuera del plano no solo se utilizan para reducir el radio de giro, sino que también hacen que el caza recorra una trayectoria más larga en relación con la dirección de desplazamiento. Una maniobra como el yo-yo alto se utiliza para ralentizar el cierre y llevar al caza a una persecución con retraso, mientras que el yo-yo bajo se utiliza para aumentar el cierre y llevar al caza a una persecución con ventaja.
Durante una maniobra fuera del plano, el morro del atacante ya no apunta al defensor. En su lugar, el avión se gira hasta que su vector de sustentación (una línea imaginaria que va verticalmente desde el centro del avión, perpendicular a sus alas) queda alineado delante, directamente detrás o detrás del defensor, utilizando la velocidad de giro en lugar de la velocidad de giro para establecer la curva de persecución adecuada. El vector de velocidad de la aeronave (una línea imaginaria en la dirección del movimiento) será empujado en la dirección del vector de sustentación.

#### Rollos de desplazamiento

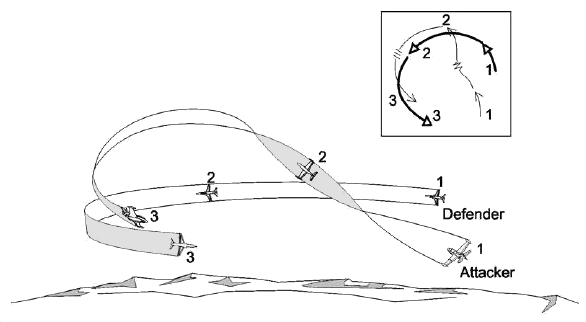
Rollos de desplazamiento típicos

Un tipo útil de maniobra fuera del plano empleada para disminuir el AOT son los diversos barrel rolls llamados giros de desplazamiento, con el fin de desplazar lateralmente la aeronave desde su trayectoria de vuelo proyectada a una nueva trayectoria de vuelo. Al controlar la velocidad de giro, el piloto puede controlar el grado de desplazamiento. Un atacante que sigue a un oponente más maniobrable puede quedarse atrapado en una persecución con retraso (fuera del radio de giro del defensor), incapaz de alcanzar una solución de disparo. Al desplazar el giro, las trayectorias de vuelo de los dos aviones acabarán cruzándose. El AOT disminuirá entonces hasta que el morro del avión del atacante apunte momentáneamente al defensor y, a continuación, por delante de él.  Un giro de desplazamiento es una buena táctica cuando se necesita reducir el radio de giro, pero se permite una disminución de la velocidad de giro. 

### Posicionamiento
Hay tres situaciones básicas en las maniobra de combate aéreo que requieren BFM para obtener un resultado favorable, que son neutral, ofensiva y defensiva. La mayoría de las maniobras relativas se pueden agrupar en una de estas tres categorías.

#### Neutra
Las posiciones neutras suelen darse cuando ambos oponentes se avistan al mismo tiempo. Ni el piloto ni el oponente tienen la ventaja de la sorpresa. Ninguno de los dos tiene la capacidad de apuntar el morro de su avión hacia el oponente con el alcance suficiente para emplear armamento de fuego frontal (misiles/armas) antes de que el oponente presente una amenaza similar. Cada uno se centra en convertir la situación en ofensiva mientras obliga a su oponente a adoptar una postura defensiva.

#### Ofensiva
Una posición ofensiva se produce generalmente cuando el piloto avista primero al oponente. Con la ventaja de la sorpresa, el piloto puede maniobrar para colocarse en una mejor posición para atacar al oponente, lo que dificulta que el enemigo evada el ataque. Las tácticas comunes incluyen aumentar la altitud e intentar colocar el caza directamente entre el sol y el oponente. Esto ayuda a colocar al piloto en una posición dominante, preocupado principalmente por aprovechar su ventaja para derribar al enemigo. Una posición ofensiva se define generalmente como la capacidad de situarse por encima o por detrás del enemigo. El piloto es capaz de crear una ventaja energética, lo que le permite descender en picado sobre el adversario y acribillarlo con balas mientras utiliza la velocidad para volver a ascender a una altitud segura. El atacante también tiene una ventaja relacionada con la orientación, ya que puede presionar el ataque mientras evita las armas del enemigo.

#### Defensiva
Una posición defensiva suele darse cuando el piloto detecta tarde al atacante. Normalmente, el piloto se encuentra en una posición débil, por debajo o por delante del oponente, y su principal objetivo es impedir que este dispare y pasar a una posición neutral. El objetivo secundario es escapar o alcanzar una posición dominante. Si el atacante se encuentra en desventaja en cuanto a energía, es probable que el defensor utilice la velocidad para desengancharse, pero si el atacante se mueve mucho más rápido, el defensor normalmente maniobrará para forzar un adelantamiento peligroso. Un adelantamiento peligroso se produce cuando un atacante vuela por delante del defensor, provocando que se inviertan sus roles.
El cierre se produce durante la persecución en cabeza y luego se invierte durante la persecución en cola, con la mayor separación entre la nariz y la cola en el momento en que el atacante toma la delantera.]]
Una vez que un atacante se coloca detrás de un defensor, hay tres problemas que resolver para llevar a cabo la maniobra. El atacante debe ser capaz de situarse en el mismo plano geométrico que el defensor, entrar en el alcance sin sobrepasar el objetivo y ser capaz de adelantarse a él. El defensor normalmente girará agresivamente para estropear la solución del atacante.

### Círculo de giro
Las aeronaves giran en movimientos circulares, siguiendo una circunferencia alrededor de un punto central. La circunferencia se denomina a menudo «burbuja», mientras que el punto central se denomina a menudo «poste». Cualquier cambio en la carga de fuerza g sobre la aeronave provoca un cambio en el tamaño de la burbuja, así como un cambio en el radio de giro, desplazando el poste en relación con el caza. Dado que una aeronave que gira con su carga máxima no puede girar más, cualquier aeronave situada entre dicho caza y su poste está momentáneamente a salvo de ser atacada. Es en esta zona donde un caza atacante suele intentar posicionarse.
Una vez dentro de la burbuja del defensor, el atacante estará en cabeza y podrá tener la oportunidad de realizar un golpe «instantáneo» afortunado. Si el atacante puede maniobrar para situarse en la trayectoria de vuelo del defensor antes de que se produzca un sobrepaso, podrá detener o invertir la velocidad de aproximación. La posición más deseable es seguir la trayectoria de vuelo del defensor a una distancia igual a un radio de giro por detrás del oponente. Esta posición, desde la que el atacante podrá mantener con seguridad el control del combate, se denomina «punto de control». El punto de control se encuentra en el centro de una zona imaginaria en forma de cono, llamada «zona de control», y es dentro de esta zona donde el atacante tendrá tiempo y alcance suficientes para reaccionar a las contramedidas del defensor.

### Sobrepasos
Durante un combate aéreo, el término «sobrepaso» se refiere a situaciones en las que el atacante cruza la trayectoria de vuelo del enemigo o pasa al defensor, quedando delante.
Pasar al defensor se denomina «sobrepaso de la línea alar». También llamado «sobrepaso de la línea 3-9» o «sobrepaso peligroso», se produce cuando un avión atacante se aproxima demasiado rápido y cruza accidentalmente la línea alar del defensor (una línea imaginaria que pasa por el centro del avión en las posiciones 3 en punto y 9 en punto). Un sobrepaso de la línea del ala se suele denominar «salir volando por delante» y provoca una «inversión de roles», lo que coloca al atacante al alcance de las armas del defensor, y el atacante se convierte de repente en el defensor.
Cuando el atacante cruza la trayectoria de vuelo del defensor, la situación se denomina «sobrepaso de la trayectoria de vuelo». Esto ocurre cuando un atacante no controla el cierre y cruza la trayectoria de vuelo del defensor por detrás. Aunque no es necesariamente peligroso, es posible que un sobrepaso de la trayectoria de vuelo haga que el atacante salga volando por delante del defensor. Sin embargo, lo más frecuente es que reduzca en gran medida la ventaja angular del atacante sobre el defensor. Los sobrepasos de la trayectoria de vuelo se dividen en dos categorías, denominadas «sobrepasos de la zona de control» y «sobrepasos en cierre».
Un «sobrepaso de la zona de control» se produce cuando el atacante cruza la trayectoria de vuelo del defensor por detrás del borde delantero de la zona de control. Tras un sobrepaso de la zona de control, el defensor seguirá girando en la misma dirección para mantener la ventaja angular adquirida, tratando de impedir que el atacante consiga un buen objetivo.
Un «sobrepaso en cierre» ocurre cuando el atacante sobrepasa la trayectoria de vuelo del defensor por delante de la zona de control. Esto le da al defensor la oportunidad de invertir el giro y posiblemente provocar un sobrepaso de la línea alar, lo que le permite moverse detrás del atacante e invertir sus roles.

### Flujo circular

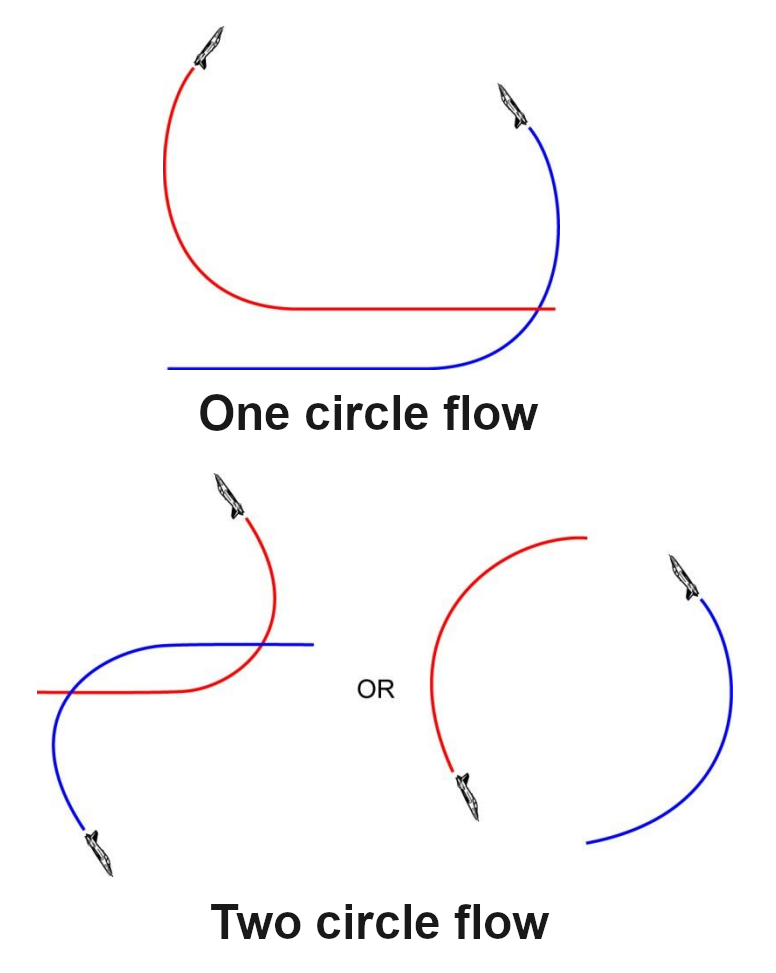
Flujo circular

Las aeronaves pueden girar hacia sí mismas o alejarse unas de otras. La forma en que el oponente gira en relación con el otro determina el flujo del combate. Si dos cazas se encuentran de frente, normalmente realizarán un paso muy cercano y neutral, denominado «fusión». Tras el paso, ambos cazas pueden girar para entablar combate. Si los dos cazas giran en la misma dirección (es decir, ambos giran hacia el norte), se desplazarán uno hacia el otro siguiendo el mismo círculo de giro. Este tipo de combate se conoce como «flujo de un círculo». Si los aviones giran en direcciones opuestas (por ejemplo, uno gira hacia el norte y el otro hacia el sur), se alejarán el uno del otro, volando en círculos separados para enfrentarse. Esto se denomina «flujo de dos círculos».

#### Flujo de un círculo
El flujo de un círculo dará lugar a otra fusión, a menos que se pueda obtener una ventaja angular. Durante el flujo de un círculo, el caza con el radio de giro más pequeño tendrá la ventaja. Los pilotos suelen elevar el morro fuera del plano mientras aumentan el empuje, para ayudar a minimizar el radio de giro. Dado que no importa realmente dónde se encuentren los dos cazas en el círculo, la velocidad de giro tiene poca importancia durante el flujo de un círculo. Por lo tanto, a menudo se denomina lucha de radios. Una maniobra fuera del plano, como un giro de desplazamiento, es una opción viable para reducir el radio de giro. 

#### Flujo de dos círculos
El flujo de dos círculos también dará lugar a otra fusión. En el flujo de dos círculos, el radio de giro tiene poca importancia, ya que lo que importa es qué caza puede volver primero al lugar de la fusión. El flujo de dos círculos es una lucha por la velocidad de giro, y la ventaja angular suele recaer en la aeronave con mayor velocidad de giro en su velocidad de esquina. Los pilotos suelen realizar giros cortos para maximizar su velocidad de giro.

#### Flujo vertical
Una tercera opción es el flujo vertical, en el que uno o ambos cazas giran hacia el plano vertical. Si ambos cazas suben o bajan, la lucha se convierte en un flujo de un círculo. Si un caza sube o baja, mientras que el otro gira horizontalmente, se trata en realidad de una versión modificada del flujo de un círculo. Sin embargo, si un caza sube mientras el otro baja, se convierte en un flujo de dos círculos.
En ambos tipos de flujo, es deseable la fusión más cercana posible para mantener al enemigo en una desventaja angular. Aunque el flujo circular se describe a menudo utilizando fusiones neutras, el concepto se aplica siempre que dos aeronaves maniobran en relación entre sí y con el horizonte. Por ejemplo, las «tijeras planas» son un ejemplo de flujo de un círculo, mientras que las «tijeras rodantes» son un ejemplo de flujo de dos círculos.

## Maniobras

### Combate en formación
El combate en formación es la maniobra más básica que se utiliza antes del enfrentamiento. Un par de aviones atacantes se separan, a menudo a una distancia de una milla en horizontal y 1500 pies en vertical. El caza con menor altitud se convierte en el defensor, mientras que el wingman vuela por encima en posición de «percha». A continuación, el defensor intentará atraer a sus oponentes a una buena posición para que el wingman los ataque.

### División defensiva
Un par de cazas que se enfrentan a uno o dos atacantes suelen utilizar una división defensiva. La maniobra consiste en que ambos defensores giran en direcciones opuestas, obligando a los atacantes a seguir solo a un avión. Esto permite al otro defensor dar un rodeo y maniobrar por detrás de los atacantes. 

### Sándwich
Una maniobra de sándwich comienza con dos defensores volando en línea, con una separación lateral de aproximadamente una milla. Cuando un atacante maniobra para colocarse detrás de uno de los aviones, el defensor realiza un giro brusco alejándose del ala. Al mismo tiempo, el ala gira en la misma dirección que el defensor. Cuando ambos cazas giran 90 grados, quedan alineados en fila india, «sándwich» al atacante en el medio. Como el atacante está distraído persiguiendo al defensor, esto permite al ala maniobrar hacia la cola del atacante para disparar fácilmente. 

### Rotura
Al detectar un atacante que se aproxima por detrás, el defensor suele romper. La maniobra consiste en girar bruscamente cruzando la trayectoria de vuelo del atacante, para aumentar el AOT (ángulo de separación trasera). El defensor queda expuesto a las armas del atacante solo durante un breve instante (instantánea). La maniobra funciona bien porque el defensor, que se mueve más lentamente, tiene un radio de giro menor y una velocidad angular mayor, y un objetivo con una velocidad de cruce alta (donde la orientación hacia el objetivo cambia rápidamente) es muy difícil de disparar. Esto también puede ayudar a forzar al atacante a sobrepasar el objetivo, lo que quizá no ocurriría si el giro se hubiera realizado alejándose de la trayectoria de vuelo del atacante. 

### Ataque de barril

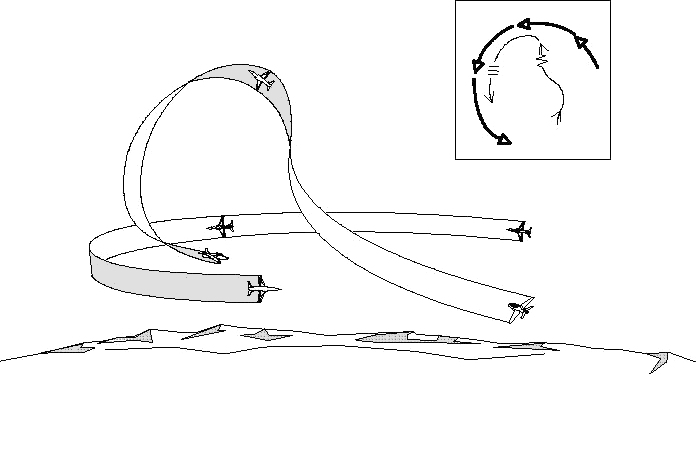
Ataque de barril

La respuesta a una ruptura suele ser un giro de desplazamiento llamado ataque de barril. Un barril consiste en realizar un giro y un bucle, completando ambos al mismo tiempo. El resultado es un giro helicoidal alrededor de una trayectoria de vuelo recta. El ataque de barril utiliza un bucle mucho más cerrado que el giro, completando un bucle completo mientras solo se ejecuta 3/4 de un giro. El resultado es un giro virtual de 90 grados, utilizando las tres dimensiones, en la dirección opuesta al giro. Al alejarse del quiebro del defensor, el atacante completa el giro con el morro del avión apuntando en la dirección de desplazamiento del defensor.

### Pase por el lado alto con disparos
Si el atacante tiene una ventaja significativa en altitud, suele ser prudente realizar un pase por el lado alto con disparos. A veces llamado «swoop», «boom and zoom», «hit and split», además de otros nombres, consiste en un picado motorizado hacia el cuarto trasero de un oponente que vuela más bajo. Disparando con los cañones en un solo pase a alta velocidad, el atacante utiliza el exceso de energía cinética para desengancharse de la lucha en un zoom climb de vuelta a una altitud segura, restaurando la energía potencial. Esto permite al atacante preparar otro ataque y volver a descender en picado. La sorpresa suele ser un elemento clave en este tipo de ataque, y los atacantes suelen esconderse en el sol o las nubes, acechando a sus oponentes hasta que se presenta una buena oportunidad. Un pase por el lado alto con disparo es una táctica muy eficaz contra un oponente más maniobrable, en el que es mejor evitar los giros de un combate aéreo. 

### Immelmann

Vista esquemática de un giro de Immelmann:

Un Immelmann intercambia velocidad por altitud durante un cambio de dirección de 180 grados. El avión realiza la primera mitad de un bucle y, cuando está completamente invertido, gira hasta la posición vertical. El Immelmann es una buena maniobra ofensiva para preparar un ataque con las armas desde un lado alto contra un oponente que se mueve lentamente a menor altitud y en dirección opuesta. Sin embargo, el Immelmann es una mala maniobra defensiva, ya que convierte al defensor en un objetivo lento.

### Split S

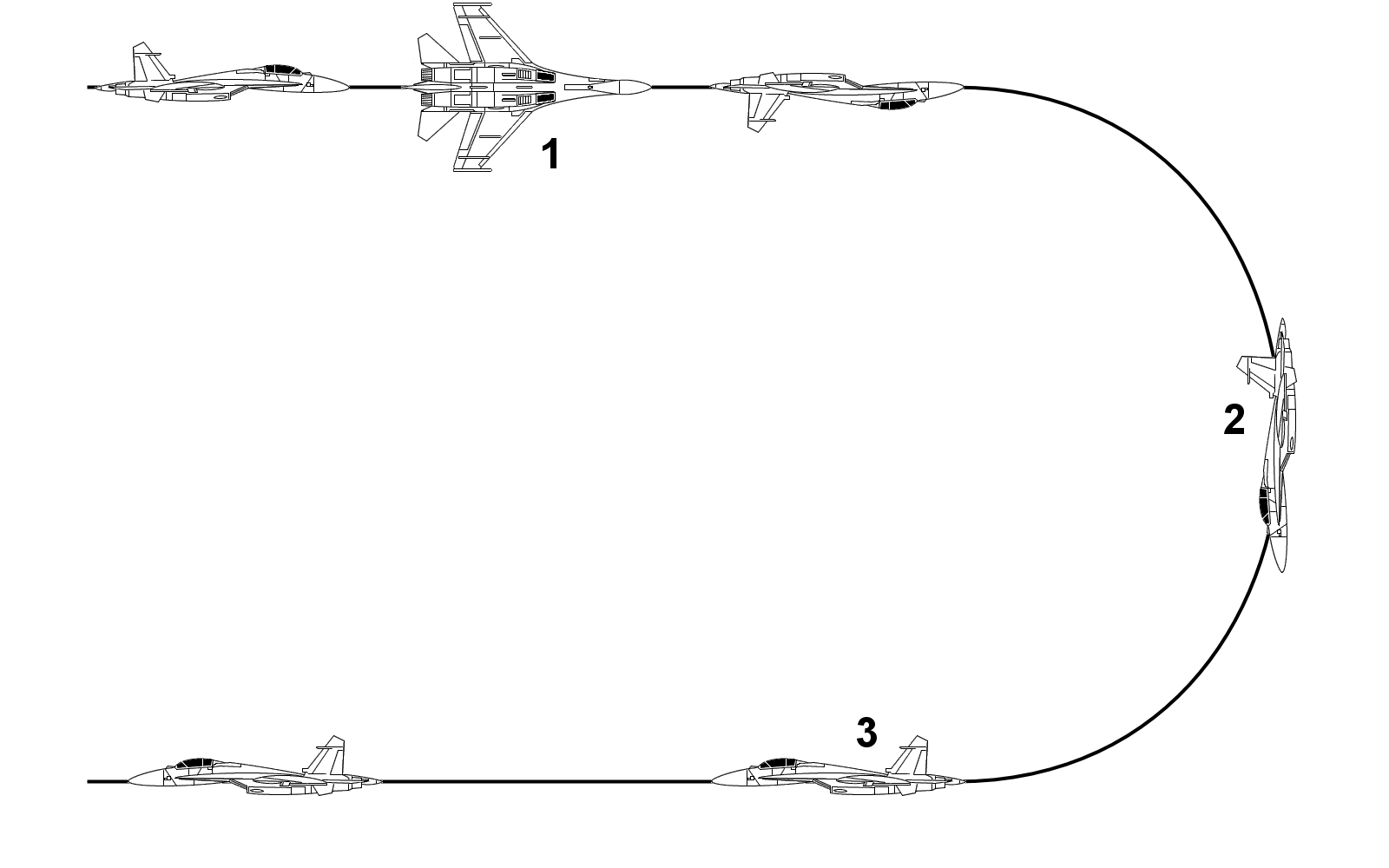
Vista esquemática de un split S:

Lo contrario de un Immelmann es el split S. Esta maniobra consiste en girar invertido y tirar hacia atrás de la palanca, haciendo que el avión entre en un medio bucle, lo que cambia la dirección del avión 180 grados. El split S rara vez es una opción viable en combate, ya que agota la energía cinética en un giro y la energía potencial en un picado. Se utiliza con mayor frecuencia para preparar un ataque lateral desde arriba contra un oponente más bajo pero que se mueve rápidamente y viaja en dirección opuesta. Además, el split S se utiliza a veces como táctica de desenganche. 

### Pitchback

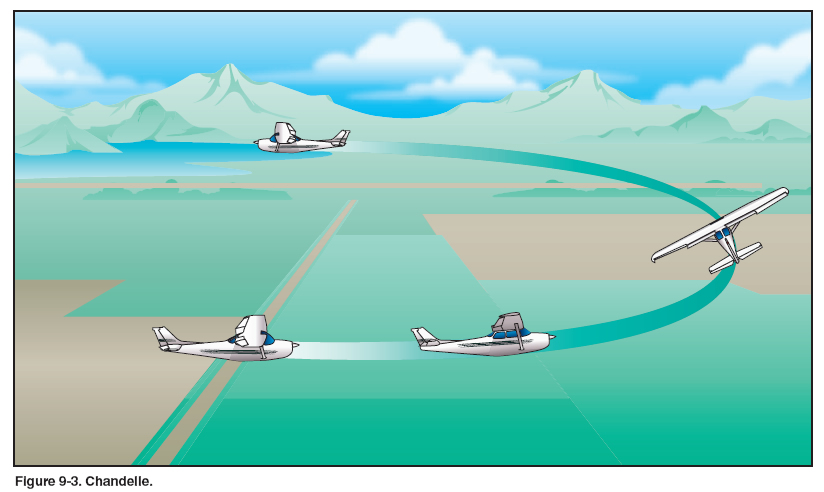
Chandelle de la publicación FAA FAA-H-8083-3A (Manual de vuelo de aviones)

Un pitchback, también llamado Chandelle, es un Immelmann que se ejecuta en un plano distinto al vertical. Básicamente se trata de un giro de cabeceo, en el que el caza se coloca en un ángulo de alabeo antes de realizar el medio bucle y el giro. A diferencia del Immelmann, un pitchback consume menos energía cinética y es más difícil de seguir para el adversario. 

### Wingover

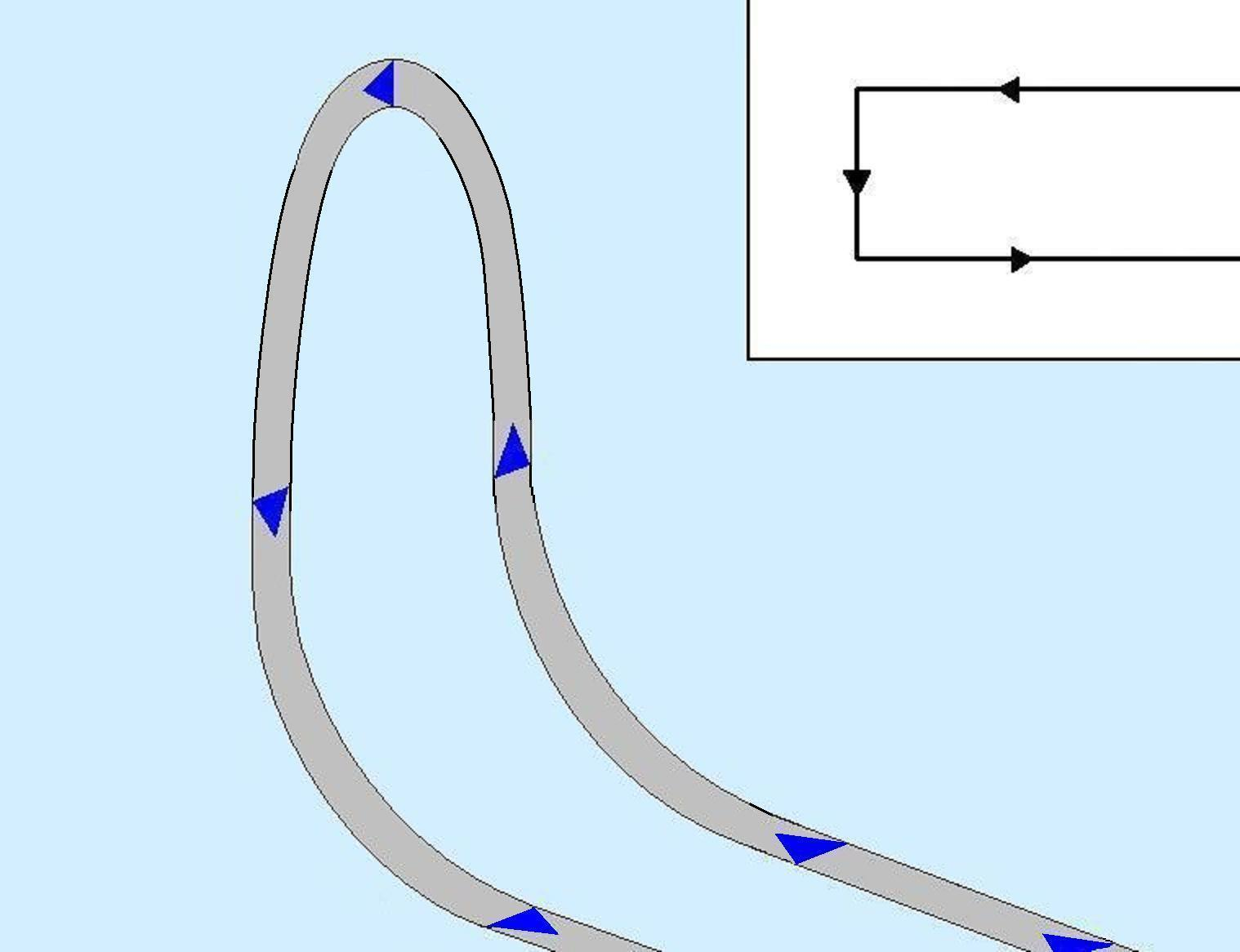
Diagrama de un wingover básico

Un wingover es una maniobra utilizada para realizar un giro rápido de 180 grados con un radio de giro muy pequeño. Consiste en un cuarto de looping seguido de un ascenso vertical, dejando que la velocidad disminuya a medida que aumenta la altitud, y luego un giro plano sobre la parte superior, picando para completar un cuarto de looping a la altitud original, pero en dirección opuesta. El wingover es similar a un giro en pérdida, pero el caza no llega a entrar en pérdida, lo que hace que el wingover sea más difícil de seguir para el enemigo. A diferencia del Immelmann o del split-s, el wingover también gestiona la energía conservando tanto la velocidad como la altitud.

### Yo-Yo bajo

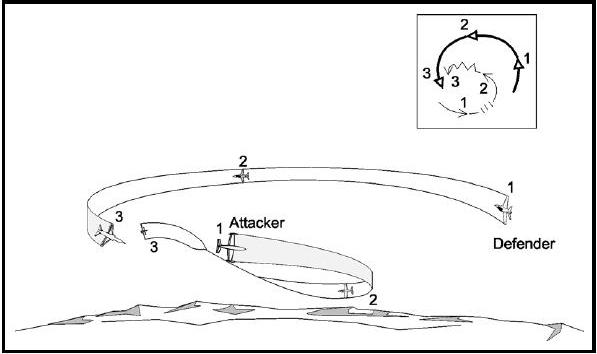
Yo-Yo bajo.

El Yo-Yo bajo es una de las maniobras más útiles, que sacrifica altitud a cambio de un aumento instantáneo de la velocidad. Esta maniobra se realiza girando con el morro hacia abajo y descendiendo en un giro más pronunciado. Al utilizar parte de la energía almacenada en el plano vertical, el atacante puede reducir rápidamente la distancia y mejorar el ángulo de ataque, cortando literalmente la esquina en el giro del oponente. A continuación, el piloto tira hacia atrás de la palanca, volviendo a subir hasta la altura del defensor. Esto ayuda a reducir la velocidad de la aeronave y evita que se sobrepase, al tiempo que devuelve la energía a la altitud. Un defensor que detecte esta maniobra puede intentar aprovechar el aumento de la AOT estrechando el giro para forzar un sobrepaso. El yo-yo bajo suele ir seguido de un yo-yo alto, para ayudar a evitar un sobrepaso, o se pueden utilizar varios yo-yos bajos pequeños en lugar de una maniobra grande.

### Yo-Yo alto

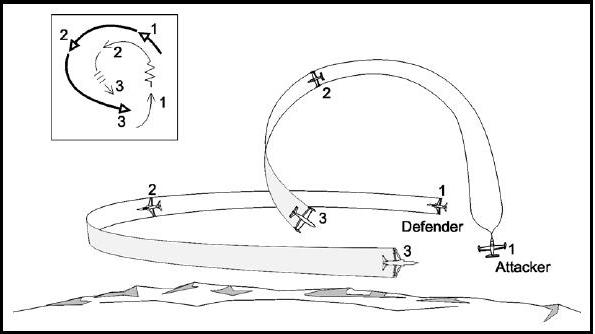
Yo-Yo alto

El Yo-Yo alto es una maniobra muy eficaz y muy difícil de contrarrestar. Se utiliza para ralentizar la aproximación de un atacante que se mueve rápidamente, conservando la energía de la velocidad aerodinámica. La maniobra se realiza reduciendo el ángulo de inclinación del avión durante un giro y tirando hacia atrás de la palanca, lo que eleva el caza a un nuevo plano de vuelo. A continuación, el atacante realiza un giro más pronunciado, ascendiendo por encima del defensor. La compensación entre la velocidad y la altitud proporciona al caza un aumento repentino de la maniobrabilidad. Esto permite al atacante realizar un giro más pequeño, corrigiendo un exceso de alcance, y colocarse detrás del defensor. A continuación, al volver al plano del defensor, el atacante recupera la velocidad perdida mientras mantiene la energía. 

### Giro de desplazamiento por retraso

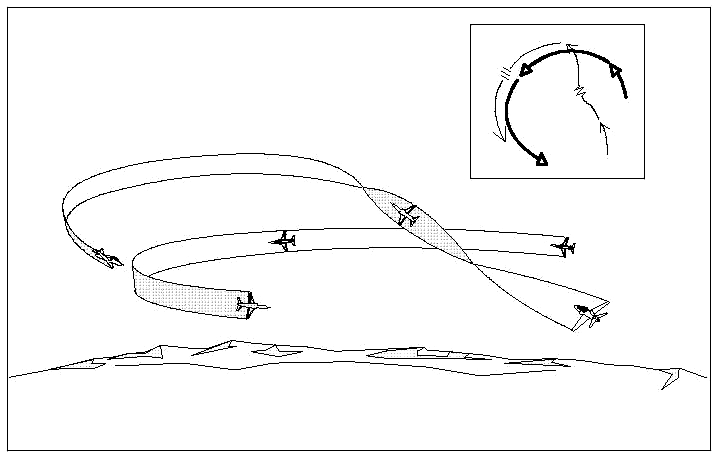
Lag roll

Un giro de desplazamiento de retraso, también llamado «giro de retraso», es una maniobra utilizada para reducir el ángulo de cola llevando al atacante de una persecución en cabeza a una persecución pura o incluso en retraso. La maniobra se realiza girando hacia arriba y alejándose del giro y, a continuación, cuando el vector de sustentación del avión está alineado con el defensor, tirando hacia atrás de la palanca, lo que hace que el caza vuelva al giro. Esta maniobra ayuda a evitar un sobrepaso causado por el alto AOT de la persecución en cabeza, y también se puede utilizar para aumentar la distancia entre los aviones.

### Defensa con yo-yo alto
Para evitar un sobrepaso, un atacante en persecución por delante puede necesitar corregir con una maniobra fuera del plano. Si la separación lateral es excesivamente alta, el atacante probablemente utilizará un giro de desplazamiento. Sin embargo, si la separación lateral es lo suficientemente baja, es probable que el atacante utilice un yo-yo alto. La defensa yo-yo alta puede ser una buena táctica en estas situaciones. La maniobra se realiza cuando el atacante se aleja del giro para comenzar la corrección. El defensor comenzará a relajar el giro aflojando la palanca, lo que se denomina «descarga», lo que provoca que aumenten tanto el radio de giro como la velocidad, restaurando la energía perdida por el caza. Si el defensor mantiene el mismo ángulo de inclinación, la sutil maniobra será muy difícil de detectar para el atacante. Cuando el atacante completa la maniobra fuera del plano, el caza defensor ha recuperado parte de su energía. Esto permite al defensor, una vez más, girar con más fuerza hacia el ataque, recuperando una ventaja angular sobre el atacante con mayor energía. Si el atacante se ve sorprendido por la maniobra, una defensa con un yo-yo alto podría incluso provocar un sobrepaso.

### Extensión sin carga
Una extensión sin carga es una maniobra de desenganche (bug out) que suele utilizar el piloto cuando hay suficiente energía y separación. La maniobra consiste en deslizarse en picado en línea recta y aplicar toda la potencia. Al eliminar toda la fuerza G de la aeronave, esta acelera a gran velocidad, lo que permite al piloto aumentar considerablemente el alcance, o «extender», y posiblemente escapar.
Si un defensor se detiene repentinamente, provocando que el atacante se pase, el defensor puede invertir el giro y colocarse detrás del atacante. Una extensión sin carga suele ser la mejor opción para el atacante, ya que aprovecha la ventaja de la energía para escapar del defensor, que se mueve más lentamente. Por lo general, no se recomienda una extensión sin carga contra un oponente con mayor energía. Sin embargo, en muchas circunstancias, como cuando un atacante realiza un yo-yo alto demasiado pronunciado, una extensión sin carga es una opción viable para el defensor. 

### Tijeras
Las tijeras son una serie de cambios de giro y sobrepasos de la trayectoria de vuelo destinados a ralentizar el movimiento relativo hacia delante (recorrido descendente) de la aeronave con el fin de forzar un sobrepaso peligroso por parte del defensor o evitar un sobrepaso peligroso por parte del atacante. El objetivo del defensor es mantenerse fuera de fase con el atacante, tratando de evitar una solución con armas, mientras que el atacante intenta ponerse en fase con el defensor. La ventaja suele recaer en la aeronave más maniobrable. Hay dos tipos de maniobras de tijera, llamadas tijera plana y tijera rodante. 

#### Tijeras planas

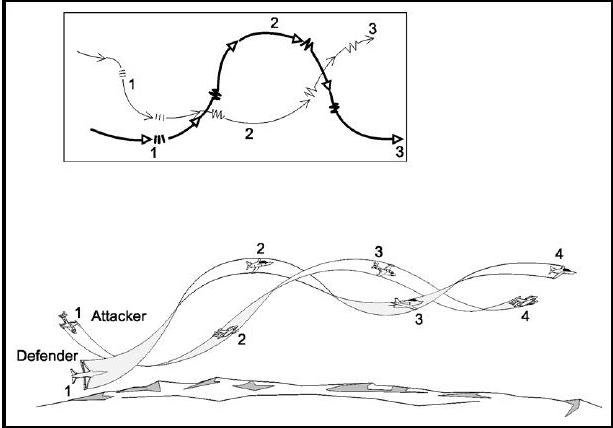
Tijeras planas

Las tijeras planas, también llamadas tijeras horizontales, suelen producirse tras un sobrepaso a baja velocidad en dirección horizontal. El defensor invierte el giro, intentando obligar al atacante a volar por delante y estropear su puntería. A continuación, el atacante invierte el giro, tratando de permanecer detrás del defensor, y los dos aviones comienzan un patrón de vuelo zigzagueante.

#### Tijeras rodantes

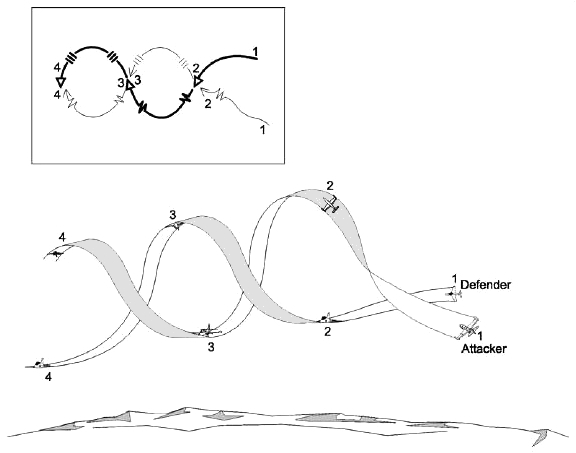
Tijeras rodantes

Las tijeras rodantes, también llamadas tijeras verticales, suelen producirse después de un sobrepaso a gran velocidad desde arriba. El defensor da marcha atrás en un ascenso vertical y realiza un barril por encima, obligando al atacante a intentar seguirlo. La ventaja la tiene el avión que puede sacar el morro por la parte superior o inferior del giro más rápido. En combates con aviones que tienen una relación empuje-peso inferior a uno, el avión perderá rápidamente altitud y existe la posibilidad de estrellarse contra el suelo. Según el autor Mike Spick, «la mejor forma de salir de unas tijeras verticales es con un split-s y mucha suerte»."

### Defensa contra armas de fuego
La maniobra de defensa contra armas de fuego, o «guns-D», es el último recurso para un defensor que no consigue superar en maniobrabilidad al atacante. La guns-D consiste en una serie de cambios aleatorios en la trayectoria de vuelo del defensor, con el objetivo de desviar la puntería del atacante presentándole un blanco en constante movimiento y, con suerte, maniobrar para escapar de la ráfaga de balas (hose). Consiste en cambios arbitrarios de velocidad, guiñadas, derrapes, deslizamientos, elevaciones y giros, y a menudo se denomina «esquivar». Dado que el atacante debe apuntar por delante del oponente, el objetivo principal en las armas de fuego-D es desorientar la puntería del atacante manteniendo el morro apuntando en una dirección diferente a la del vector de velocidad (la dirección de desplazamiento), y es muy eficaz para impedir que el atacante consiga una solución adecuada con las armas. Sin embargo, las maniobras de armas de fuego-D siguen dejando al defensor expuesto a balas perdidas y a «disparos afortunados», y contribuyen poco a mejorar la situación posicional relativa. Por lo tanto, solo se emplea como último recurso defensivo cuando nada más funciona. 

### Barrel roll de alta gravedad

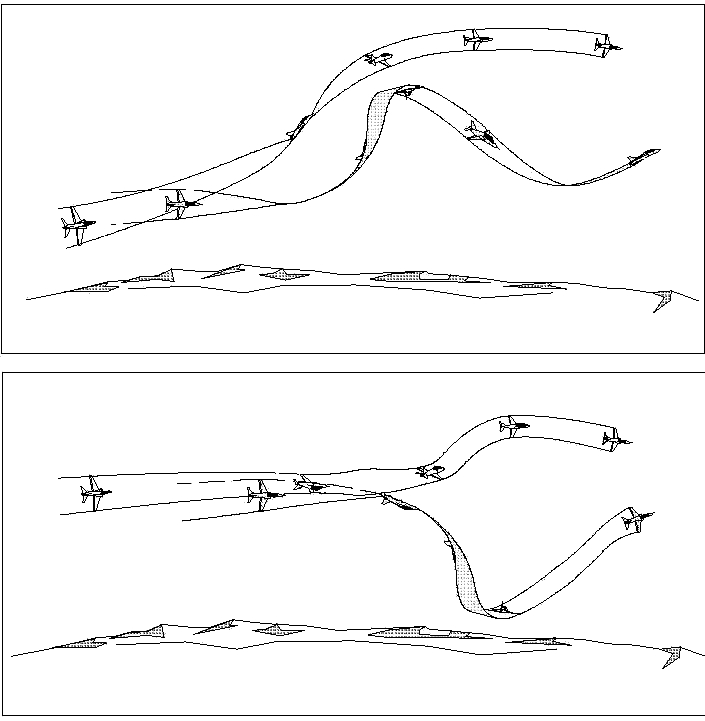
Un barrel roll de alta gravedad se puede realizar por encima o por debajo.

Un barrel roll de alta gravedad es una combinación de un loop y un snap roll. Un giro de barril de alta gravedad es una maniobra defensiva de último recurso, que se realiza cuando el atacante ha logrado una solución adecuada con las armas, con el fin de provocar un sobrepaso. El giro de barril de alta gravedad es una maniobra violenta que se realiza de forma mucho más agresiva que un giro de barril normal. El alcance es fundamental para el éxito del giro, y el defensor suele girar con mucha fuerza o emplear otras medidas para atraer al oponente muy cerca antes de realizar el giro. El rollo se ejecuta aplicando una fuerte presión hacia atrás, creando fuerzas g elevadas y añadiendo un fuerte movimiento del timón para ayudar a los alerones a girar el caza. Un rollo de barril de alta gravedad puede realizarse «por encima» o «por debajo», lo que se consigue girando boca abajo y comenzando la maniobra desde la posición invertida. El giro de barril de alta gravedad es una maniobra que consume mucha energía y que rara vez hace que el atacante salga volando por delante, pero que suele provocar un sobrepaso de la trayectoria de vuelo, unas tijeras planas o, como mínimo, perturbar temporalmente la puntería del atacante.

### Espiral defensiva

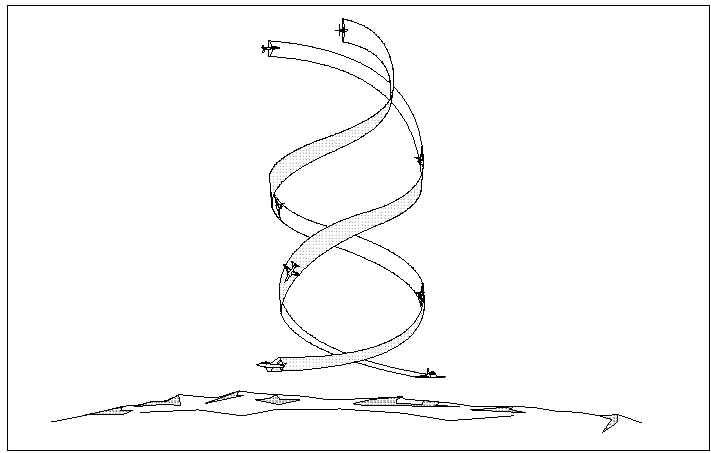
Espiral defensiva

Un defensor que no logra maniobrar mejor que el atacante puede quedarse rápidamente «sin velocidad y sin ideas». La espiral defensiva es una maniobra utilizada por el defensor cuando se agota la energía cinética y no se pueden ejecutar con éxito otras maniobras de último recurso. La maniobra consiste en bajar el morro durante el giro y entrar en una espiral descendente, utilizando la gravedad para suministrar la energía necesaria para continuar la acción evasiva. La espiral defensiva se convierte en una tijera rodante realizada en línea recta hacia abajo. El objetivo del defensor es mantenerse fuera de fase con el atacante hasta que el suelo se encuentre a una distancia peligrosa. La ventaja suele recaer en la aeronave que puede desacelerar más rápidamente, y el defensor a menudo cortará la potencia y extenderá los frenos aerodinámicos en un intento de forzar un sobrepaso. Si este intento no tiene éxito, el defensor normalmente saldrá del picado en el último segundo posible, con la esperanza de que el atacante se estrelle contra el suelo.